# Adenandra fragrans
Adenandra fragrans là một loài thực vật có hoa trong họ Cửu lý hương. Loài này được (Sims) Schult. mô tả khoa học đầu tiên năm 1819.